# Шиловский, Владимир Степанович
Владимир Степанович Шиловский (1852—1893; после 1879 года — граф Васильев-Шиловский) — русский композитор-любитель, поэт, либреттист. Известен, главным образом, как ученик и приятель Петра Ильича Чайковского.

## Биография
Родился в семье тамбовского помещика, отставного майора Степана Степановича Шиловского (1823—1865) и его жены Марии Васильевны Вердеревской (1830—1879), дочери В. Е. Вердеревского. Овдовев, Мария Васильевна вышла замуж за театрала Владимира Бегичева, который и занимался воспитанием мальчика. Мария Васильевна — певица-любительница, была известна как одна из лучших салонных исполнительниц, долгое время пленявшая своим пением петербуржцев. Она брала уроки у А. С. Даргомыжского и итальянского педагога и певца Д. Давида-сына. Композиторы посвящали ей романсы: Даргомыжский «Я сказала, зачем», Мусоргский «Что вам слова любви» и Балакирев — «Исступление». Сама увлекалась сочинением музыки, Шиловской принадлежало авторство нескольких романсов на слова Тютчева, Боратынского, Лермонтова.
Владимир Степанович получил домашнее образование. Шиловский и его старший брат Константин (1849—1893), выросшие в творческой семье, с детства интересовались музыкой, но не стремились стать серьёзными музыкантами. В возрасте пятнадцати лет Владимир начал обучение в Московской консерватории. В это время состоялось его знакомство с П. И. Чайковский, который стал преподавать Шиловскому теорию музыки. Постепенно отношения с композитором стали более дружескими, позднее Владимир Степанович часто выступал в качестве его кредитора и покровителя. Сопровождая Шиловского в поездке в Петербург в 1869 году, Пётр Ильич останавливался в доме М. В. Бегичевой на Фонтанке, 25 около Аничкова моста. В течение 1870—1880-х годов Чайковский часто гостил как в семейном поместье Усово, недалеко от Тамбова, доставшемся Владимиру от отца, так и у Константина в имении Глебово-Избище. Переписка Шиловского с композитором, включающая 7 его писем и 14 писем Петра Ильича, сохранилась и была опубликована. Чайковский доверил Владимиру сочинить оркестровое выступление ко 2-му действию оперы «Опричник», целиком вошедшее в оперу. Владимиру Степановичу были посвящены 3-я симфония ре мажор и две пьесы для фортепиано: «Ноктюрн» и «Юмореска» (ор. 10). Обложку первого издания «Русского скерцо» и «Экспромта» украшала надпись:
Володя! Примите уверения в искреннем почтении, с коим имею честь быть. П. Чайковский.

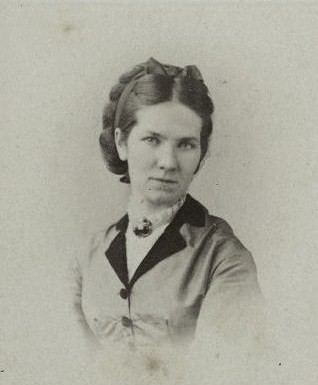
Графиня Анна Алексеевна (1866)

Среди друзей Шиловский носил прозвище Шамбор, намекавшее на графа Шамбора (1820—1883), претендента на французский престол.
Граф В. С. Васильев-Шиловский служил чиновником для особых поручений при совете московского Попечительства о бедных, но не бросал занятия музыкой. Несколько его произведений были исполнены в театрах и концертных залах. Позднее Шиловский проявил интерес к механическим орга́нам, которые тогда устанавливались в трактирах, и делал для них музыкальные обработки.
В «Саратове» с Поплавским прослушали твои новые вальсы. Бруггер исполнил своё дело необыкновенно добросовестно. Есть много очень эффектных и интересных мест, но в общем для посетителей трактира музыка несколько тяжеловесна.
Со временем здоровье Шиловского ухудшилось, в марте 1893 года ему была проведена операция. Изменился и характер Владимира Степановича: он сделался замкнутым и нелюдимым, не поддерживал отношений даже с братом. В последние годы у Шиловского появилось новое увлечение — коллекционирование драгоценных камней, особенно бриллиантов.
Граф Владимир Степанович Васильев-Шиловский скончался 6 июля 1893 года в своём поместье Усово после тяжёлой болезни.

## Семья
В апреле 1877 года Владимир Шиловский женился на графине Анне Алексеевне Васильевой (1841—1910), единственной дочери графа Алексея Владимировича Васильева (1808—1895). Анна Алексеевна занималась благотворительностью, состояла действительным членом Московского благотворительного общества 1837 года и попечительницей Яузской школы. Чтобы не угас графский род Васильевых, по высочайшему указу императора графский титул был дарован Шиловскому с правом именоваться графом Васильевым-Шиловским.
У Владимира Степановича и Анны Алексеевны родилась дочь Наталья (1878—1941), которая в 1896 году вышла замуж за полковника лейб-гвардии Гусарского полка Дмитрия Ивановича Баулина.

## Графский герб
Герб графа Владимира Васильева-Шиловского внесён в Часть 13 Общего гербовника дворянских родов Всероссийской империи, стр. 17:

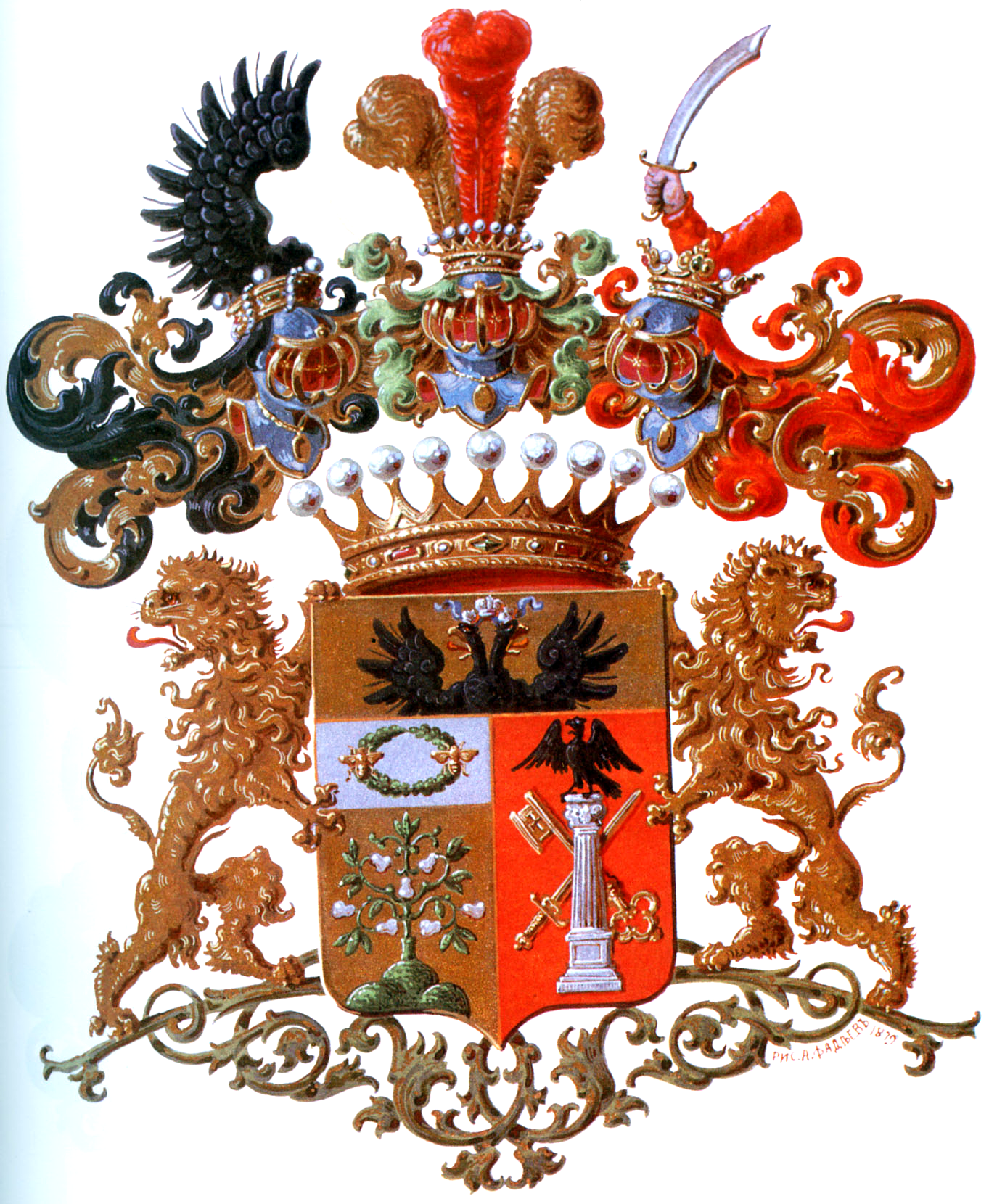

Щит полупересечён и рассечён с золотой главой. В ней взлетающий Императорский орёл. В первой части в серебряном поле зелёный лавровый венок, сопровождаемый по бокам двумя золотыми пчёлами. Во второй части в золотом поле зелёное грушевое дерево на зелёной возвышенности с серебряными плодами. В третьей части в червлёном поле серебряный столб, увенчанный чёрным парящим орлом. За столбом накрест золотой ключ бороздкой к правому верхнему углу и такой же меч остриём к левому верхнему углу.
Над щитом графская корона с тремя графскими коронованными шлемами. Средний шлем коронован графской короной, правый — баронской, левый — дворянской. Нашлемники: среднего — три страусовых пера, из коих среднее — червлёное, а крайние — золотые; правого — чёрное орлиное крыло; левого — правая рука в червлёном рукаве держит серебряный изогнутый меч с золотой рукояткой. Намёты: среднего шлема — зелёный с золотом; левого шлема — червлёный с золотом; правого шлема — чёрный с золотом. Щитодержатели: два золотых льва с повёрнутыми назад головами, червлёными глазами и языками.